# Al confine della morte
Al confine della morte è un film del 1922 diretto da Toddi.